# Poienița Tomii
Poienița Tomii – wieś w Rumunii, w okręgu Hunedoara, w gminie Cerbăl. W 2011 roku liczyła 54 mieszkańców.